# شهروندچهار
شهروندچهار (انگلیسی: Citizenfour) فیلمی در ژانر مستند به کارگردانی و تهیه‌کنندگی لورا پویترس است که در سال ۲۰۱۴ منتشر شده و به افشاگری‌های ادوارد اسنودن کارمند سابق سازمان اطلاعات مرکزی آمریکا و پیمانکار سابق آژانس امنیت ملی می‌پردازد. این مستند بهترین مستند سال ۲۰۱۴ از سوی انجمن بین‌المللی مستند انتخاب شده‌است. این فیلم همچینین در سال ۲۰۱۵ جایزه بهترین فیلم مستند بلند را از آکادمی علوم و هنرهای تصاویر متحرک دریافت نمود.

## بازیگران
- ادوارد اسنودن
- گلن گرینوالد
- ویلیام بینی
- جیکوب اپلبام
- ایون مک‌اسکیل
- لورا پویترس
- جولین آسانژ
- لاوابیت
- جرمی اسکاهیل
- رابرت تیبو